# Библиография Виталия Коротича

Автограф В.Коротича, 1989

Библиография журналиста, поэта и медиаменеджера Виталия Коротича. Виталий Коротич начал писать стихи ещё в институте, впервые напечатался в 1954 году. В 1961 году вышел первый сборник стихов Коротича на украинском языке — «Золотые руки». Стихи были переведены на другие языки, о них одобрительно высказался в «Литературной газете» известный турецкий поэт Назым Хикмет; вскоре Виталия Коротича приняли в Союз писателей СССР.

## Периоды творчества
Условно творчество Коротича можно разделить на три этапа: советский период, период Перестройки, постсоветский период.

### Советский период
Его поэма «Ленин, том 54» проникнута восторженным пафосом по адресу вождя Октябрьской революции В. И. Ленина и предводимой им коммунистической партии.
Публицистическая проза Коротича мало чем отличалась по своему политическому содержанию от произведений других виднейших советских публицистов-коммунистов — Ю. Жукова, В. Зорина, Г. Боровика и др., — так что основная идея её могла быть выражена словами самого писателя:
- «Мы обязаны знать об этом и помнить: в Советском Союзе воплотились мечты всех трудящихся на земле»[2],
- «…за шесть десятилетий мы очень предметно доказали, сколь справедливо может быть устроена жизнь общества, зачатого величайшей из революций — Октябрьской»[3],
- «Борьба за социальную и национальную справедливость на свете ведётся всё успешнее потому, что люди видят и предметно воспринимают советский пример, пример державы, где принципы такой справедливости не просто победили, но и закреплены в Конституции»[2].

В одной из своих самых известных книг того периода — «Лицо ненависти», — за которую автор был в 1985 г. удостоен Государственной премии СССР, Коротич сурово осуждал «капиталистические нравы» США, сопоставляя их с «социальным прогрессом» в Советском Союзе. Какую-либо критику в адрес СССР В. Коротич в этой и других своих книгах клеймил как «злостную клевету» и «антисоветчину»:
«Наглая антисоветчина самых разных уровней кружится, насыщая воздух, как стая таёжного гнуса… и так оно продолжается практически без перерывов с конца 1917 года».
«Сегодня утром президент Рейган в очередной раз грозил нашей стране своим выразительным голливудским пальцем и всячески нас поносил. <…> следом за президентом, как правило, подключаются разные мелкие шавки…».

### Период Перестройки
Однако, после того, как в 1986 году ЦК КПСС назначил В. Коротича главным редактором журнала «Огонёк», содержание и тон его высказываний и работ, как и материалов редактируемого им журнала, радикально изменились: теперь суровой критике подвергалась жизнь в СССР — как современная, так и за все 70 лет правления коммунистов, — США же и другие «буржуазные» (по терминологии доперестроечных книг Коротича) страны стали представляться в основном с положительной стороны и даже ставились в пример для подражания.
Фактически В.Коротич нередко писал прямо противоположное тому, что говорил за несколько лет перед этим, и публиковал в журнале те самые материалы, которые раньше клеймил как «антисоветские» и «клеветнические», причем нередко авторами их оказывались эмигранты из СССР, которых ранее В. Коротич иначе как «предателями», «дезертирами» и т. п. не именовал (например, А. Солженицын, которого в книге «Лицо ненависти» В. Коротич назвал «советским дезертиром» вопреки тому факту, что Солженицын не уехал со своей Родины добровольно, а был выслан насильственно). В то же время В. Коротич оставался членом КПСС вплоть до её запрета в 1991 году.

### Постсоветский период
После подавления августовского путча 1991 года (и последовавшего запрета коммунистической партии Советского Союза) высказывания В.Коротича сделались откровенно антикоммунистическими:
«Никто ведь, кроме нас, и не брался построить общество, где „человек человеку — друг, товарищ и брат“. Но, судя по всему, никто с таким успехом и не выстроил общества, где человек человеку — волк».
«Система была порочная, нежизнеспособная, бандитская. Надо было все это к чертям завалить»
.
Одна из оценок Коротичем коммунистической партии, её идеологии и советского строя такова:

«Сталин и его партия принесли народ в жертву своей бредятине, не дав ему ничего обещанного — ни мира, ни земли крестьянам, ни фабрик рабочим, ни еды досыта, ни жилья, ни одежды».

## Стихи
Стихотворение В. Коротича «Последняя просьба старого лирника» («Останнє прохання старого лірника») в переводе с украинского Юнны Мориц стало известной песней Татьяны и Сергея Никитиных «Переведи меня через майдан», которую исполняли многие певцы (в частности, Александр Малинин).

### Сборники
- «Золотые руки» (1961)
  - «Запах неба» — М.: Советский писатель, 1969
  - «Закон земли» (1975)
  - «Зеленый виноградник» М.: Молодая гвардия, 1975. — 64 стр., тираж 25 000 экз.
  - «Отзвуки» — М.: Советский писатель, 1975. — 110 с.,10 000 экз.
  - «Достоинство» (1977)
  - «Прозрачный ливень» М.: Художественная литература, 1979. — 204 с., 10 000 экз.
  - «Закономерность» (1983)
  - «Голоса» — М.: Советский писатель,1984 — 20 000 экз.[9]
  - Избранное. — М.: Художественная литература, 1986. — 25 000 экз.

### Поэмы
- - «Ленин, том 54» (1970)
  - «Борозда бесконечная и непрерывная» (1979)
  - «Могила неизвестного солдата» (1986)

## Проза

### Советский период
- «О, Канада!» (1966)
- «Молчание»
- «Не стреляйте в пианиста!..» — М., Молодая гвардия, 1970. — 100 000 экз.
- «Такая недобрая память» («Такая жестокая память») (1970)
- «Кубатура яйца» — М., Советский писатель, 1978. — 30 000 экз.
- «Десятое мая» (1978)
- «Мост» — М., Советский писатель,1981
- «Такая поздняя, такая тёплая осень» (1981; сценарий кинофильма)[9]
- «Метроном» (повесть). // «Юность» № 9, 1984. Вошла в одноименный сборник: М., Советский писатель,1988. — 200 000 экз., 416 стр.
- «Память, хлеб, любовь». // «Юность» № 2, 1986. Вошла в сборник «Метроном».
- «Лицо ненависти» — М., Правда, 1983. — 500 000 экз.; М.: Советский писатель, 1985. — 100 000 экз.

### Период Перестройки
- «От первого лица» (1985; публицистическое эссе)
- «Не бывает прошедшего времени» (1985). Издательство «Советский писатель»
- «Дневник» (1986)
- «Американцы пишут Горбачеву» (1988). Совместно с С. Коэном. 350 стр. Сборник писем. Тираж 2000. Издательство «Прогресс». ISBN 5-01-001830-6.

### Постсоветский период
- «От первого лица» (2000; мемуары), тираж 1000 экз.[10], ISBN 966-8881-02-8
- «Жили-были-ели-пили» (2005); 320 стр.; фрагменты были напечатаны в «Бульваре», иллюстрировано фотографиями из архива автора (с детальными авторскими пояснениями), где Коротич запечатлен со знаменитостями в «неформальной» обстановке[11]. ISBN 966-03-2821-4
- «Переведи меня через майдан» (2005)
- «От первого лица. II» (2005)